# Winklern, Winklern
Winklern je naselje v Občini Winklern v Okraju Špital ob Dravi  na Koroškem v Avstriji.